# لي نان
لي نان (بالصينية: 李楠) هي لاعبة تنس الطاولة صينية، ولدت في 17 يونيو 1982.